# Finanza indiretta

Il flusso di fondi dal prestatore al mutuatario

Il finanziamento indiretto è il luogo in cui i mutuatari prendono in prestito fondi dal mercato finanziario attraverso mezzi indiretti, ad esempio attraverso un intermediario finanziario. Questo è diverso dal finanziamento diretto in cui vi è un collegamento diretto con i mercati finanziari, come indicato dal mutuatario che emette titoli direttamente sul mercato. I metodi comuni per il finanziamento diretto includono un'asta finanziaria (in cui viene offerto il prezzo del titolo) o un'offerta pubblica iniziale (in cui il titolo viene venduto per un prezzo iniziale stabilito).

## Finanziamento indiretto (governo)
È qui che il governo dà il privilegio, sotto forma di oneri fiscali ridotti, come mezzo per sostenere un particolare interesse piuttosto che raccogliere e ridistribuire le entrate fiscali (che sarebbe considerato un metodo di finanziamento diretto da parte del governo). Ad esempio, un carico fiscale ridotto sui finanziatori fornisce benefici monetari mirati e contribuisce a ridurre in modo efficace i prezzi delle obbligazioni (a condizione che i risparmi fiscali abbiano un effetto tangibile sui prezzi delle obbligazioni e che i summenzionati risparmieranno alla loro rispettiva clientela). Questo potrebbe essere applicato in una serie di applicazioni, dagli investimenti infrastrutturali all'istruzione o alla spesa militare.